# La luz (canción de Juanes)
«La luz» es una canción del cantante colombiano Juanes que forma parte como tercer sencillo de su álbum Loco de amor. El sencillo fue lanzado mundialmente en diciembre de 2013 en todas las emisoras radiales. El video musical se estrenó en la cuenta de vevo de Juanes el 16 de diciembre de 2013.  
La canción rápidamente se colocó en las primeras posiciones de las listas de pop en español. Sin embargo generó reacciones divididas de los fanes, al tener un ritmo diferente al de cualquier trabajo realizado antes por el colombiano.

## Vídeo musical
El videoclip de la canción fue grabada en Cartagena, Colombia. El vídeo de la canción se encuentra disponible en todos los canales de audiencia mundial, incluyendo YouTube. Este vídeo muestra una fiesta mezclando luces, bailes y géneros musicales, en las calles de Cartagena de Indias, Colombia.

## Canciones
1. La Luz - 2:57
2. La Luz (Remix) - 5:02
3. La Luz (Parodia) - 2:57
4. La Luz (Cover en portugués ) - 2:57

## Posiciones

### Semanales
| Listas (2014)                        | Mejor posición |
| ------------------------------------ | -------------- |
| Estados Unidos (Latin Airplay)       | 1              |
| Estados Unidos (Latin Pop Songs)     | 2              |
| Estados Unidos (Tropical Songs)      | 4              |
| Estados Unidos (Latin Digital Songs) | 9              |
| Estados Unidos (Hot Latin Songs)     | 11             |